# Alcaide
Alcaide (do em árabe hispânico: alqáyid, por sua vez derivado do árabe clássico qā'id) era um cargo militar ou administrativo que existiu na Península Ibérica durante a Idade Média e em alguns séculos subsequentes. O termo está associado principalmente ao seu significado inicial, de governador de uma cidade ou vila acastelada ou fortificada, mas posteriormente o seu uso foi alargado para designar certas funções administrativas.
O cargo era sempre ocupado por um representante do rei e acumulava funções militares, administrativas e judiciais, em casos particulares. Com o tempo foi acrescentada a partícula “mor” ao cargo alcaide, distinguindo o seu caráter militar.
Estes funcionários pertenciam à nobreza hereditária e tinham de ser "inteligentes, honrados e corajosos", pois tinham como missão a defesa militar da vila e o desempenho de funções judiciais e administrativas, prestando contas directamente ao rei. Nas alturas em que se tinha de ausentar da vila, era nomeado para o substituir um alcaide-pequeno ou alcaide-menor.
Posteriormente, o título designou vários cargos administrativos, subsistindo ainda em alguns países de língua espanhola o cargo de alcalde, que embora seja semelhante ao português "alcaide", designa especificamente o presidente do executivo de um município, enquanto o cargo medieval tem o nome de alcaide ou alcayde.

## Etimologia
A palavra "alcaide" (em árabe hispânico: alqáyid) é de origem árabe. No estados muçulmanos da Península Ibérica, como noutros territórios dominados por governantes arabófonos, nomeadamente no Magrebe, o governador de uma praça ou de uma província é ou era chamado caide[carece de fontes?] (em árabe clássico: qā'id); que também pode ser traduzido como "condutor [de tropas]"), um termo que ainda é usado na atualidade, por exemplo em Marrocos. A palavra portuguesa e espanhola "alcaide" (em espanhol também escrita alcayde) é formada  pelo artigo al e caydum, que deriva do verbo cade, que significa capitanear.[carece de fontes?] O termo transitou para os reinos cristãos ibéricos, servindo para denominar os governadores das povoações fortificadas, de províncias ou de praças.

## Alcaides em Portugal
A partir da época cristã, os alcaides (também chamados, num período inicial e por inspiração romana, pretores, e depois alcaides-mores ou maiores) viram a sua jurisdição alargada até abranger os territórios vizinhos. Nos tempos da Reconquista Cristã, em Portugal e em outros reinos ibéricos, o alcaide era o magistrado, de origem nobre, nomeado pelo rei, que desempenhava funções militares numa cidade ou vila sede de município, residindo como tal no castelo da mesma. O rei português D. Dinis chegou a emitir forais em que impedia os alcaides de desempenhar funções judiciais, restringindo-os às militares.
Com o decorrer do tempo, findas as guerras com os muçulmanos na Penínsual, o cargo de alcaide perdeu o seu caráter bélico e tornou-se gradualmente um magistrado judicial, que aplicava justiça em nome do rei e era o sumo garante do cumprimento da lei.
Depois de D. Afonso V, os alcaides passaram a ser escolhidos entre os fidalgos, e sucedidos, em caso de morte, pelo parente mais próximo que vivesse no castelo, ou por meio de eleição, até outra nomeação real. No caso de ausência, o alcaide tinha permissão de delegar sua autoridade a um substituto, chamado de alcaide-menor ou alcaide-pequeno, que integrava a câmara municipal.

O título de alcaide, que usualmente era hereditário, ao longo dos séculos, de diversas reformas que foram feitas, foi-se esvaziando de poderes e a partir do século XVII tornou-se, apenas sinal de honra e prestígio, visto que as funções tradicionalmente desempenhadas deixaram de existir. O cargo de Alcaide-Mor de Lisboa foi extinto no período pombalino por alvará de D. José I de 6 de Novembro de 1769. Estas mesmas funções, de gestão e coordenação, fizeram com que o título fosse assimilado em outros âmbitos, como a justiça (alcaide da vara), a educação das crianças da nobreza (alcaide dos donzéis) e os ofícios marítimos (alcaide do navio), por exemplo.

## Países de língua espanhola
Os cargos medievais equivalentes aos dos alcaides portugueses são chamados alcaide ou alcayde em castelhano, mas em muitos países de língua espanhola o cognato alcalde é o nome de vários cargos administrativos e judiciais, nomeadamente o de presidente do executivo de um município.  Em Espanha e em alguns países latino-americanos, é o alcade que preside ao ayuntamiento (executivo municipal), ou seja, é equivalente ao presidente da câmara municipal em Portugal e ao prefeito no Brasil.